# Miramar Rangers
Miramar Rangers AFC ist ein neuseeländischer Fußballclub in der Wellingtoner Vorstadt Miramar. Sie sind 2010 das vierte Mal Sieger im Chatham Cup.
2004 war der Club eine der Gründungsvereine des Team Wellington, das an der New Zealand Football Championship teilnimmt.
Miramar gewann in den Jahren 1966, 1992, 2004 und 2010 den Chatham-Cup, 2002 und 2003 die heute nicht mehr existierende New Zealand National Soccer League.
In der Saison 2021 der National League gewann man das Finale, der aufgrund der Absage der Championship durch die COVID-19-Pandemie, ausgetragenen South Central Series.

## Erfolge
- Gewinner der Central League 1997, 2006, 2008
- Gewinner des Chatham Cup 1966, 1992, 2004

## Bekannte ehemalige Spieler
- Phil Alexander
- Greg Brown
- Tim Brown
- Mick Channon (1985)
- Vaughan Coveny
- Malcolm Dunford
- Simon Elliott
- John Fashanu (1982)
- Justin Fashanu (1997)
- Chris Killen (Jugendmannschaft)
- Peter Mendham (1981)
- Wynton Rufer
- Grant Turner
- Brad Stokes (1976)